# Праздник Святейшего Сердца Иисуса

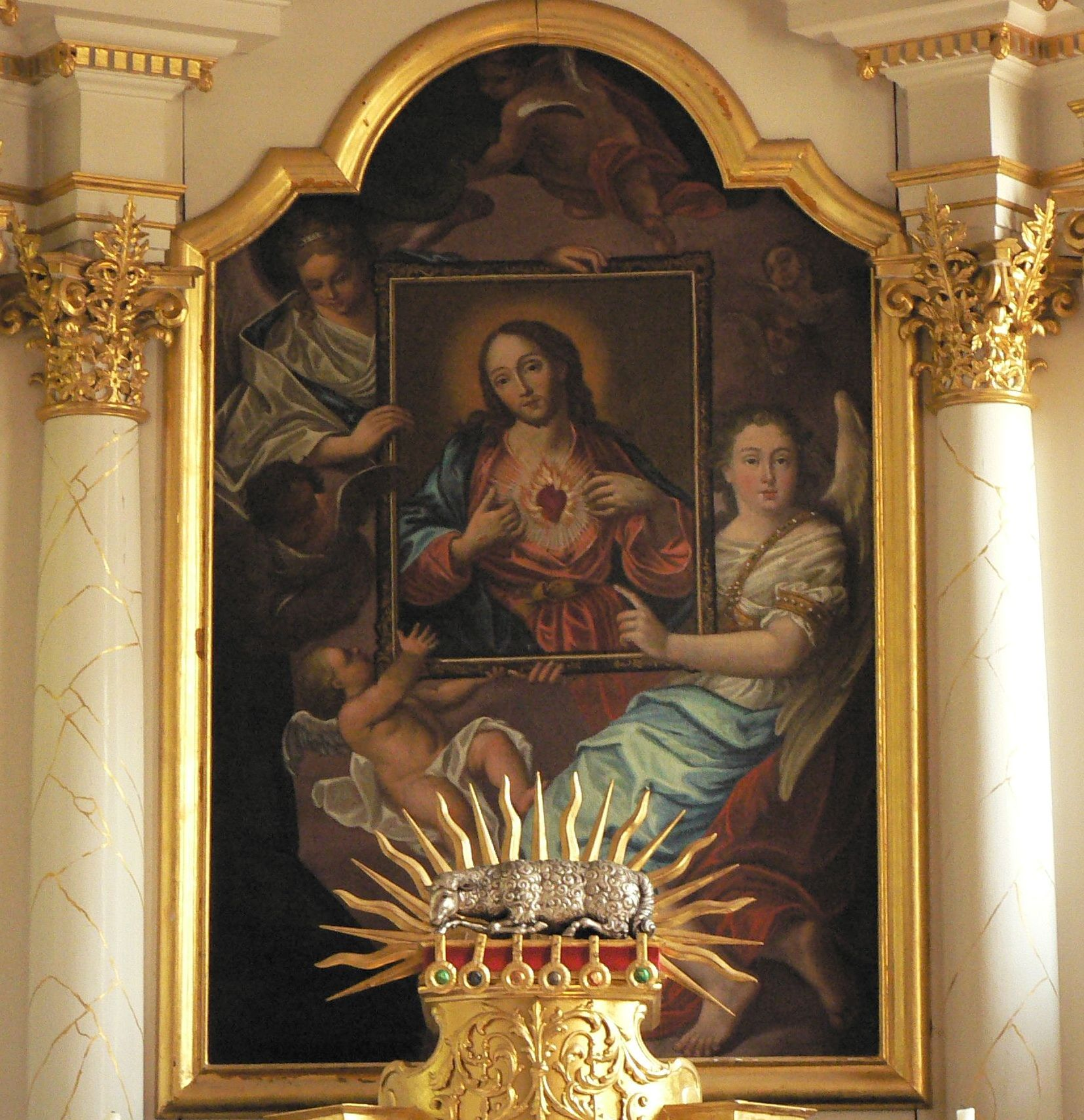
Икона Иисуса и Его Пресвятого Сердца

Символическое изображение Святого Сердца

Праздник Святейшего Сердца Иисуса (лат. Sollemnitas Sacratissimi Cordis Iesu) в Католической церкви — праздник, посвящённый почитанию Святейшего Сердца Иисуса Христа. Отмечается в пятницу, на восьмой день после праздника Тела и Крови Христовых и на двенадцатый день после Дня Святой Троицы. Сердце Христово является символом любви Бога к людям; праздник Сердца Иисуса, таким образом, отражает благодарность Господу за его любовь и дарованное спасение. Имеет статус торжества, высшая степень в иерархии католических праздников.
Праздник появился сравнительно недавно — в XVIII веке.
Не вызывает сомнения, однако, что почитание Сердца Иисуса как символа любви к людям возникло значительно раньше: ещё в Средние века во многих монастырях были распространены молитвенные практики, посвящённые ранам Христа и Его Сердцу. В XVII веке св. Маргарита Мария Алакок видела в своих видениях Христа, который выразил желание, чтобы Его Сердце почиталось Церковью.
Однако это пожелание долгое время оставалось невыполненным, многие богословы сомневались в необходимости учреждения нового особого культа. В 1765 году папа Климент XIII установил соответствующий праздник для французских католиков и лишь в 1856 г. папа Пий IX установил обязательное празднование в честь Пресвятого Сердца для всей Церкви. К высшему - первому - классу в иерархии церковных праздников оно было отнесено папой Львом XIII в 1889 году. После реформ, инициированных Вторым Ватиканским собором, праздник сохранил свой высокий статус - стал торжеством.
Самым известным храмом, посвящённым почитанию Сердца Иисуса, является Базилика Сакре-Кёр в Париже.
Дни празднования торжества Святейшего Сердца Иисуса:
- 2021: 11 июня
- 2022: 24 июня
- 2023: 16 июня